# 二酸化炭素25%削減
二酸化炭素25%削減（にさんかたんそ25%さくげん）とは、日本の民主党の環境政策であり、二酸化炭素を2020年までに1990年比で25%、2005年比で33.3%削減して地球温暖化を防ぐ、という内容のものである。これは1970年代における二酸化炭素排出量にあたる。

## 概要
2009年の衆議院議員総選挙においてマニフェストに明記されていた。排出権取引を含めた削減率か否かはまだ示されていない。
25%削減のための方策としては、新築住宅への太陽光パネルの設置義務付け、光ファイバーを用いた太陽光の室内での有効利用の促進、ガソリン車の販売禁止などの規制強化、住宅の耐熱化、排高能率給湯器の導入促進、排出権取引・環境税・炭素税の導入、産業活動の抑制（粗鋼生産やセメント生産などの削減）、炭素を還元剤に使わない水素による直接還元製鉄技術の促進、バイオエタノールの促進、廃食油の燃料利用、地熱発電、風力（海上での風力発電も含む）・潮汐力・原子力発電（高速増殖炉）、火力発電でのコンバインドサイクルやガス化複合発電、マイクロ水力発電、コージェネレーション・熱電変換素子等を用いた廃熱利用、ナノ材料技術を用いた水素燃料貯蔵技術による燃料電池、二酸化炭素貯留技術の促進、送配電での高電圧化・超電導化・直流化、昼間と夜間での電力需要の違いを夜間操業などによって均衡化させて効率を上げる企業側への優遇策導入、メタンガスを利用したバス運行システム、ドイツと比べて低い鉄道輸送での効率を上げる産業界揚げての積極的なロジスティクス改革と優遇策導入、凧を用いた海上輸送、渋滞を緩和させるシステムや高速道路の整備、よく起こる渋滞時の速度での燃焼効率の向上（制限速度での燃焼効率の向上は行われている）、「Just In Time」「Made For You」など在庫や廃棄物を極力押さえる生産管理方法の優遇策導入、適地適作・地産地消の推進、電子書籍の推進による紙メディアの削減、省働化促進による全体的な効率向上での光熱費に代表されるエネルギー消費削減のための経営改善支援策や優遇策導入などがある。

## 歴史
- 2009年 民主党が衆議院選挙においてマニフェストに排出権取引・環境税の導入などによる25%削減を明記。
- 2009年9月7日 民主党の鳩山由紀夫代表が東京都内のシンポジウムにおいて「あらゆる政策を総動員して実現を目指していく」と発言[4]。
- 2009年9月22日 鳩山由紀夫首相がニューヨークの国連本部で開かれた国連気候変動サミットにおいて演説内で温室効果ガス25%削減を発言。日本メディアは注目するも、欧州メディアにはまったく注目されず[5]。
- 2009年9月30日 鳩山由紀夫首相が関係閣僚へ温室効果ガスによる影響の試算のやり直しを指示[6]。
- 2009年10月19日 国内総生産（GDP）が05年から20年に約21%成長することを前提とした場合、日本の2020年の温室効果ガス排出量を国内対策だけで1990年比25%減らし、光熱費の上昇を見込んでも、世帯当たりの可処分所得は経済成長などに伴い05年に比べて76万円増えるとの試算が、前政権（麻生政権）による削減中期目標の検討過程でまとめられていたことが中日新聞社によって報道された[7]。
- 2011年3月　東日本大震災・福島第一原発事故発生。
- 2012年7月　再生可能エネルギー特別措置法施行。
- 2012年1月 温室効果ガス25％削減の撤回を表明[8]。
- 2012年12月28日、再び政権与党となった自由民主党の茂木敏充経済産業大臣は、民主党政権が掲げた「2020年の温室効果ガス排出量を1990年比25%削減する」とした国際公約について、見直す方針とした[9]。2013年1月25日には安倍晋三首相が、温室効果ガス25％削減目標について、ゼロベースでの見直しを指示した[10]。
- 2013年10月　安倍首相と閣僚との協議で、2005年(Co2=129300万トン[11])比で日本のCo2の排出量をマイナス6％-7％を目標という考えを示した[12]。

## 対象となりうる業界
- 製紙業界・出版業界
- 石油業界・鉄鋼業界
- 自動車業界
- 発電業界

## 利点
- 発展途上国を巻き込みやすい[要出典]。
- 石油・石炭・天然ガスなどの化石燃料への依存からの脱却はいずれ必要になる[要出典]。
  - ただし日本近海には大量のメタンハイドレートが眠っている[要出典]。
  - 日本経済新聞社の社説では、日本が国内だけで10%減らす場合、その費用は20年時点で約1兆5千億円となり、海外からの排出枠購入などを含め25%減を達成すると約2兆円になる見込みとなる。一方、省エネ効果で石油などの輸入が2兆7千億円減る、と国際エネルギー機関（IEA）の報告を記載している[13]。今後、石油の値段が上昇すると、さらに省エネの効果が大きくなると予測される[誰によって?]。
- 森林による二酸化炭素吸収を削減目標に繰り入れることになれば、森林の整備の仕方によっては、行政の縦割りを無くし、農林水産省・林野庁などと協力して、農村における野生動物などからの被害[14]を防ぎ、洪水被害対策を絡めた（脱ダムも検討可能）[15]総合的な政策も期待できる可能性がある[独自研究?]。
- 新しい環境ビジネスの育成

## 欠点
- 産業を押さえつけるため、経済成長との両立が難しい[要出典]。
  - 環境省の試算では10%と削減義務として排出権取引を導入した場合、経常利益が製紙業界では7.8%、鉄鋼業界では6.3%、石油関連では5.9%減ることになる[16]。
- ガソリンよりもエタノールの方がエネルギーあたりのCO2排出量が多い[17]。
  - ただし、バイオエタノールの場合はCO2排出量に加算されない。
- 太陽光発電に依存するため、天候に左右されやすくなる[要出典]。
- 中日新聞社の特報によると、風力発電の場合、350m程度民家から離れていても低振動による身体的・精神的な被害が引き起こされている可能性が指摘されている[18][19]。
  - これらの諸問題とその対応の技術開発については風力発電を参照。
- 原子力発電所の建設には(住民との話し合いの段階から)完成までに、約20～30年の年月が必要となる[要出典]。

## 評価
実現目標のため経済に多大な負担が予想されるとして、財界や電力総連・自動車総連から批判の声が上がっている。環境省によると、日本の07年度のCO2排出量の内訳は「企業、公共部門関連が約79%に対し、家計関連は約21%」である。さらに、日本のCO2排出の4割を電力と鉄鋼が占めている。地球環境対策に取り組む民間団体などは「運輸と家庭は小さく、産業部門は欧州より大きい」と指摘しており、企業への削減努力が求められ、対象となりうる産業への影響が大きくなることも予想される。一方で、ドイツでは電力需要の16～17%が自然エネルギーでまかなえるようになっており、温室効果ガスの排出削減も進み、26万人の雇用も生まれている。また、日本においても過去の公害規制や自動車排ガス規制はトヨタ自動車などにより技術革新が引き起こされて国際競争力を付けながら経済成長を促してきていることから、グリーン・ニューディール政策で成長戦略となることも指摘されている。
日本の太陽光発電の設置量は、ドイツやスペイン、韓国に抜かれて08年には6位と後塵を拝し、日本は何ら実効性のある施策を打ってきていないために90年比の温室効果ガスの排出量が07年に9.2%増になり、太陽光など自然エネルギーを利用しての発電普及に重要な日本版の余剰電力を買い取る施策（FIT）は、既存の電力会社を守るための中途半端な内容と言われている。
麻生内閣時代に示された経済への影響は、経済成長率1.3%のモデルで比較され、現状の社会構造が持続するという条件でのものであり、新産業による新たな雇用や次の時代への経済成長の具体的な改革プランが考慮されていない（鳩山内閣時代における岡田克也外相の再試算指示前での試算の結果も報告されている）。さらに近年、内閣府の試算では、GDP1単位当たりの温暖化ガス排出量を各国と比較する（04年、GDPは購買力平価で換算）と、日本は米、独より少ないものの英、仏などより多いことが日本経済新聞社の社説で報道された。
一部の専門家による発言の根拠はほとんどの国民に知れ渡るようになされておらず、「常道からは考えられない数字」との批判がある。